# Ernest Lawlars
Ernest Lawlars (* 18. Mai 1900 in Hughes, Arkansas, USA; † 14. November 1961 in Memphis, Tennessee, USA), bekannt als Little Son Joe, war ein US-amerikanischer Bluesgitarrist, Sänger und Songwriter.
Lawlars wurde in Hughes (Arkansas) geboren. Von etwa 1931 bis 1936 arbeitete er in Memphis mit Robert Wilkins, den er 1935 bei einer Aufnahmesession begleitete.
1939 arbeitete Lawlars mit Memphis Minnie in Chicago zusammen; er war auch ihr dritter Ehemann. Lawlars nahm selbst unter dem Namen „Little Son Joe“ auf; die meisten seiner Aufnahmen machte er jedoch als Begleiter von Minnie. 1942 hatte er einen Hit mit Black Rat Swing; in einigen Veröffentlichungen wird er als „Mr. Memphis Minnie“ bezeichnet.
Das Paar zog 1958 nach Memphis zurück, wo Ernest „Little Son Joe“ Lawlars im November 1961 starb.